# Bucelas
Bucelas é uma vila portuguesa que é sede da Freguesia de Bucelas do Município de Loures, freguesia com 33,97 km² de área e 4802 habitantes (censo de 2021), tendo, por isso,  uma densidade populacional de 141,4 hab./km².
A povoação de Bucelas foi elevada à categoria de vila, juntamente com Sacavém, em 1927.
Nos anos de 1864 e 1878 pertencia ao concelho dos Olivais, extinto por decreto de 22/07/1886.

## Geografia
A Freguesia de Bucelas engloba os sítios ou povoações de Alrota (na serra do mesmo nome), Bemposta, Bucelas (vila), Chamboeira, Charneca, Freixial, Vila de Rei e Vila Nova. Confina com as freguesias de Fanhões e São Julião do Tojal, e com os Municípios de Mafra (freguesia do Milharado), Arruda dos Vinhos (freguesias de Arranhó e Santiago dos Velhos) e Vila Franca de Xira (freguesias de Alverca do Ribatejo e Vialonga).

## Demografia
A população registada nos censos foi:
| Ano  | 0-14 Anos | 15-24 Anos | 25-64 Anos | > 65 Anos |
| 2001 | 681       | 625        | 2673       | 831       |
| 2011 | 595       | 477        | 2534       | 1057      |
| 2021 | 656       | 466        | 2405       | 1275      |

## História
Está atestada a presença humana em Bucelas desde os tempos celtas (como bem o evoca o brasão de armas da vila). Conheceu depois a ocupação dos romanos (é de destacar a presença do monumental Cipo junto da Igreja Matriz Paroquial de Nossa Senhora da Purificação de Bucelas).
Em tempos antigos, porém, a sede da freguesia não se achava em Bucelas, mas sim, em Vila de Rei; a sede da paróquia apenas foi transferida em 1522.
Durante muito tempo, Bucelas foi terra reguengueira, tendo a Coroa doado-a aos condes de Castanheira; extinta esta linhagem, retornou à posse da Coroa, que, na pessoa do rei Pedro II de Portugal a doou a seu filho segundo Francisco, Duque de Beja e Condestável do Reino, o qual, por sua vez, a integrou nos domínios da Casa do Infantado.
Célebre pelos seus vinhos (inclusivamente com região demarcada), Bucelas conheceu grande desenvolvimento na segunda metade do século XIX e início do século XX, motivo pelo qual foi elevada a vila a 4 de Dezembro de 1927, em conjunto com Sacavém (também no concelho de Loures), através do mesmo decreto n.º 14676, atendendo à sua população, ao facto de ser um centro industrial na área da serralharia, e à sua produção vitícola, «universalmente conhecida».

## Património
- Casa medieval da Torre de Cima
- Igreja de Nossa Senhora da Purificação ou Igreja Matriz de Bucelas
- Capela de Nossa Senhora da Paciência de Bucelas
- Capela de Nossa Senhora da Paz da Bemposta
- Capela de Nossa Senhora da Pedra do Freixial
- Capela de São Roque de Vila de Rei
- Casa e Caves Camilo Alves
- Chafariz do Freixial
- Coreto de Bucelas
- Coreto do Freixial
- Cruzeiro de Bucelas
- Cipo e inscrição romana
- Palácio do Freixial
- Quinta Araújo
- Quinta da Madalena
- Quinta de Santa Júlia
- Paço da Sagrada Família em Vila  de Rei

## Cultura
- Museu da Vinha e do Vinho
- Museu dos Bombeiros Voluntários de Bucelas

## Festividades
Em outubro realiza-se em Bucelas a Festa do Vinho e das Vindimas.

## Heráldica
Bucelas usa a seguinte bandeira e brasão de armas:
Um escudo de azul, com falcata celta e gládio romano, os dois de prata, cruzados em aspa. Em chefe uma águia de ouro; em contra-chefe, uma folha de videira de verde, contornada de ouro e posta em pala. Uma coroa mural de prata de quatro torres. Um listel branco com a legenda a negro, em maiúsculas: «BUCELAS». Bandeira esquartelada de azul e amarelo; cordões e borlas de ouro e azul.

## Religião
Bucelas tem por orago Nossa Senhora da Purificação.
O pároco da freguesia detém a intitulação de prior. A Igreja de Bucelas, matriz desde 1522, foi sagrada em 23 de Janeiro de 1569 pelo bispo de Viseu D. Jorge de Ataíde, que a regera anteriormente.
Uma Confraria dedicada ao Espírito Santo deteve em Bucelas um pequeno hospital/albergue, para assistência aos peregrinos e pobres.

## Colectividades
- Associação Cultural, Desportiva e Recreativa Os Amigos do Freixial
- Associação Recreativa Cultural e Desportiva de Vila de Rei
- Associação de Bombeiros Voluntários de Bucelas
- Associação de Caçadores de Bucelas
- Instituição de Apoio Social da Freguesia de Bucelas
- CEB - Centro de Explicações de Bucelas
- Banda Recreativa de Bucelas
- Centro de Cultura e Desporto de Vila Nova
- Corpo Nacional de Escutas (Agrupamento 775)
- Grupo Columbófilo de Bucelas
- Grupo de Jovens Juvencelas
- Grupo Musical e Recreativo da Bemposta
- União Cultural e Recreativa de Chamboeira
- Fraternidade de Nuno Álvares - associação de antigos filiados do CNE (núcleo de Bucelas)
- ATL Bucelas